# Ауър Лейди Пийс
Our Lady Peace, позната и като OLP, е алтернативна рок (пост-гръндж) група в Торонто, Канада.
Съставът на групата включва: Raine Maida (вокалист), Duncan Coutts (бас китара, бекинг вокали), Steve Mazur (китара, бекинг вокали) и Jeremy Taggart (перкусии).
Към 2020 г. те имат записани 9 студийни албума, един Live и два сборни албума, първият от които е озаглавен „A Decade“, в който са събрани едни от най-големите им хитове, сред които „Somewhere out there“, „Superman`s dead“, „4am“, „Life“, „Innocent“ и други. През 2007 г. OLP издава седмия си албум, който е със заглавието „Burn Burn“. В него са включени 12 песни, 2 от които са bonus track-ове. Първият сингъл от него е „All you did was save my life“, който се сдоби и с клип. През 2009 г. Legacy Recordings издава втория сборен албум на OLP, The Very Best of Our Lady Peace, като част от серията Playlist. Работят над десетия си студиен албум.